# Ma Hao
Ma Hao (chinesisch 馬皓; * 26. September 1998) ist ein chinesischer Mountainbiker, der im Cross-Country aktiv ist.

## Sportlicher Werdegang
Ma stammt aus der Provinz Yunnan. 2016 war er Dritter im Juniorenrennen der Asienmeisterschaften im olympischen Cross-Country (XCO). In den Jahren darauf konnte er sich als einer der führenden Fahrer in Asien etablieren; 2018 gewann er den Mountainbike-Wettbewerb bei den Asienspielen, im Jahr darauf war er Asienmeister, dazu nationaler Meister im Eliminator (XCE). Anschließend führte die Corona-Pandemie zu einer längeren Unterbrechung seiner Karriere. 2023 meldete er sich mit einem Sieg bei den Landesmeisterschaften im XCO zurück.
Mehrfach war Ma mit der chinesischen Mixed-Staffel bei Asienmeisterschaften erfolgreich. Bei Mountainbike-Weltmeisterschaften trat er bislang nicht in Erscheinung, bei seinem einzigen Weltcup-Auftritt 2019 in Albstadt belegte er den 18. Platz in der U23.

## Erfolge
2016
 Asienmeisterschaften – Staffel
 Asienmeisterschaften – XCO (Junioren)
2017
 Asienmeister – Staffel
 Asienmeisterschaften – XCO
2018
 Asienmeister – Staffel
 Asienspiele – XCO
2019
 Asienmeister – XCO, Staffel
 Chinesischer Meister – XCE
2023
 Chinesischer Meister – XCO